# Lijst van afleveringen van Matlock
Dit is een lijst met afleveringen van de Amerikaanse televisieserie Matlock. De serie telt 9 seizoenen. Een overzicht van alle afleveringen is hieronder te vinden.

## Seizoen 1
| Nr. | Titel aflevering          | Uitzenddatum VS   |
| --- | ------------------------- | ----------------- |
| 1   | Diary of a Perfect Murder | 3 maart 1986      |
| 2   | The Judge                 | 23 september 1986 |
| 3   | The Stripper              | 30 september 1986 |
| 4   | The Affair                | 7 oktober 1986    |
| 5   | The Seduction             | 14 oktober 1986   |
| 6   | The Don: Part 1           | 28 oktober 1986   |
| 7   | The Don: Part 2           | 4 november 1986   |
| 8   | The Sisters               | 11 november 1986  |
| 9   | The Cop                   | 15 november 1986  |
| 10  | The Angel                 | 25 november 1986  |
| 11  | The Professor             | 2 december 1986   |
| 12  | Santa Claus               | 9 december 1986   |
| 13  | The Chef                  | 6 januari 1987    |
| 14  | The Author                | 13 januari 1987   |
| 15  | The Rat Pack              | 20 januari 1987   |
| 16  | The Nurse                 | 3 februari 1987   |
| 17  | The Convict               | 10 februari 1987  |
| 18  | The Court Martial: Part 1 | 17 februari 1987  |
| 19  | The Court Martial: Part 2 | 24 februari 1987  |
| 20  | The Therapist             | 3 maart 1987      |
| 21  | People vs. Matlock        | 24 maart 1987     |
| 22  | The Photographer          | 31 maart 1987     |
| 23  | The Reporter              | 5 mei 1987        |
| 24  | The Doctors               | 12 mei 1987       |

## Seizoen 2
| Nr. | Titel aflevering          | Uitzenddatum VS   |
| --- | ------------------------- | ----------------- |
| 1   | Billionaire               | 22 september 1987 |
| 2   | Blind Justice             | 6 oktober 1987    |
| 3   | The Annihilator           | 13 oktober 1987   |
| 4   | The Husband               | 20 oktober 1987   |
| 5   | The Power Brokers: Part 1 | 27 oktober 1987   |
| 6   | The Power Brokers: Part 2 | 3 november 1987   |
| 7   | The Gambler               | 10 november 1987  |
| 8   | The Network               | 1 december 1987   |
| 9   | The Best Friend           | 8 december 1987   |
| 10  | The Country Boy           | 15 december 1987  |
| 11  | The Gift                  | 22 december 1987  |
| 12  | The Body                  | 5 januari 1988    |
| 13  | The Reunion               | 12 januari 1988   |
| 14  | The Gigolo                | 19 januari 1988   |
| 15  | The Umpire                | 26 januari 1988   |
| 16  | The Investigation: Part 1 | 2 februari 1988   |
| 17  | The Investigation: Part 2 | 9 februari 1988   |
| 18  | The Hucksters             | 16 februari 1988  |
| 19  | The Lovelorn              | 23 februari 1988  |
| 20  | The Genius                | 15 maart 1988     |
| 21  | The Magician              | 22 maart 1988     |
| 22  | The Fisherman             | 29 maart 1988     |
| 23  | The Heiress               | 3 mei 1988        |

## Seizoen 3
| Nr. | Titel aflevering       | Uitzenddatum VS  |
| --- | ---------------------- | ---------------- |
| 1   | The Lemon              | 29 november 1988 |
| 2   | The Ambassador: Part 1 | 6 december 1988  |
| 3   | The Ambassador: Part 2 | 13 december 1988 |
| 4   | The Mistress           | 20 december 1988 |
| 5   | The D.j.               | 3 januari 1989   |
| 6   | The Captain            | 10 januari 1989  |
| 7   | The Vendetta           | 17 januari 1989  |
| 8   | The Mayor: Part 1      | 31 januari 1989  |
| 9   | The Mayor: Part 2      | 7 februari 1989  |
| 10  | The Black Widow        | 14 februari 1989 |
| 11  | The Other Woman        | 21 februari 1989 |
| 12  | The Starlet            | 28 februari 1989 |
| 13  | The Psychic            | 7 maart 1989     |
| 14  | The Thief: Part 1      | 28 maart 1989    |
| 15  | The Thief: Part 2      | 4 april 1989     |
| 16  | The Thoroughbred       | 18 april 1989    |
| 17  | The Model              | 25 april 1989    |
| 18  | The Cult               | 2 mei 1989       |
| 19  | The Blues Singer       | 9 mei 1989       |
| 20  | The Priest             | 16 mei 1989      |

## Seizoen 4
| Nr. | Titel aflevering     | Uitzenddatum VS   |
| --- | -------------------- | ----------------- |
| 1   | The Hunting Party    | 19 september 1989 |
| 2   | The Good Boy         | 26 september 1989 |
| 3   | The Best Seller      | 10 oktober 1989   |
| 4   | The Ex               | 17 oktober 1989   |
| 5   | The Clown            | 24 oktober 1989   |
| 6   | The Star             | 31 oktober 1989   |
| 7   | The Con Man          | 7 november 1989   |
| 8   | The Prisoner: Part 1 | 14 november 1989  |
| 9   | The Prisoner: Part 2 | 21 november 1989  |
| 10  | The Fugitive         | 28 november 1989  |
| 11  | The Buddies          | 12 december 1989  |
| 12  | The Scrooge          | 19 december 1989  |
| 13  | The Witness          | 2 januari 1990    |
| 14  | The Student          | 9 januari 1990    |
| 15  | The Talk Show        | 16 januari 1990   |
| 16  | The Victim           | 23 januari 1990   |
| 17  | The Kidnapper        | 6 februari 1990   |
| 18  | The Pro              | 13 februari 1990  |
| 19  | The Informer: Part 1 | 20 februari 1990  |
| 20  | The Informer: Part 2 | 27 februari 1990  |
| 21  | The D.A.             | 20 maart 1990     |
| 22  | The Blackmailer      | 1 mei 1990        |
| 23  | The Cookie Monster   | 8 mei 1990        |

## Seizoen 5
| Nr. | Titel aflevering     | Uitzenddatum VS   |
| --- | -------------------- | ----------------- |
| 1   | The Mother           | 18 september 1990 |
| 2   | No Where to Turn     | 25 september 1990 |
| 3   | The Madam            | 2 oktober 1990    |
| 4   | The Personal Trainer | 9 oktober 1990    |
| 5   | The Narc             | 23 oktober 1990   |
| 6   | The Secret: Part 1   | 30 oktober 1990   |
| 7   | The Secret: Part 2   | 6 november 1990   |
| 8   | The Brothers         | 13 november 1990  |
| 9   | The Cover Girl       | 20 november 1990  |
| 10  | The Biker            | 27 november 1990  |
| 11  | The Broker           | 4 december 1990   |
| 12  | The Fighter          | 11 december 1990  |
| 13  | The Critic           | 8 januari 1991    |
| 14  | The Parents          | 15 januari 1991   |
| 15  | The Man of the Year  | 29 januari 1991   |
| 16  | The Arsonist         | 5 februari 1991   |
| 17  | The Formula          | 12 februari 1991  |
| 18  | The Trial: Part 1    | 19 februari 1991  |
| 20  | The Trial: Part 2    | 26 februari 1991  |
| 21  | The Accident         | 26 maart 1991     |
| 22  | The Celebrity        | 30 april 1991     |

## Seizoen 6
| Nr. | Titel aflevering          | Uitzenddatum VS  |
| --- | ------------------------- | ---------------- |
| 1   | The Witness Killings      | 18 oktober 1991  |
| 2   | The Strangler             | 25 oktober 1991  |
| 3   | The Nightmare             | 1 november 1991  |
| 4   | The Marriage Counselor    | 8 november 1991  |
| 5   | The Dame                  | 15 november 1991 |
| 6   | The Defense               | 6 december 1991  |
| 7   | The Game Show             | 13 december 1991 |
| 8   | The Foursome              | 20 december 1991 |
| 9   | The Picture: Part 1       | 17 januari 1992  |
| 10  | The Picture: Part 2       | 24 januari 1992  |
| 11  | The Outcast               | 7 februari 1992  |
| 12  | The Big Payoff            | 28 februari 1992 |
| 13  | The Abduction             | 6 maart 1992     |
| 14  | Mr. Awesome               | 17 april 1992    |
| 15  | The Evening News: Part 1  | 24 april 1992    |
| 16  | The Evening News: Part 2  | 1 mei 1992       |
| 18  | Suspect                   | onbekend         |
| 21  | The Assassination: Part 1 | 8 mei 1992       |
| 22  | The Assassination: Part 2 | 8 mei 1992       |

## Seizoen 7
| Nr. | Titel aflevering | Uitzenddatum VS  |
| --- | ---------------- | ---------------- |
| 1   | The Vacation     | 5 november 1992  |
| 2   | The Ghost        | 14 januari 1993  |
| 3   | The Class        | 21 januari 1993  |
| 4   | The Singer       | 28 januari 1993  |
| 5   | The Mark         | 14 februari 1993 |
| 6   | The Juror        | 11 februari 1993 |
| 7   | The Fortune      | 18 februari 1993 |
| 8   | The Debt         | 18 maart 1993    |
| 9   | The Revenge      | 25 maart 1993    |
| 10  | The Obsession    | 1 april 1993     |
| 11  | The Divorce      | 8 april 1993     |
| 12  | The Final Affair | 29 april 1993    |
| 13  | The Competition  | 6 mei 1993       |
| 14  | The Legacy       | 13 mei 1993      |

## Seizoen 8
| Nr. | Titel aflevering              | Uitzenddatum VS   |
| --- | ----------------------------- | ----------------- |
| 1   | The Play                      | 23 september 1993 |
| 2   | Fatal Seduction               | 30 september 1993 |
| 3   | The Diner                     | 14 oktober 1993   |
| 4   | The View                      | 28 oktober 1993   |
| 5   | Last Laugh                    | 4 november 1993   |
| 6   | Capital Offense               | 11 november 1993  |
| 7   | The Haunted                   | 18 november 1993  |
| 8   | The Conspiracy                | 25 november 1993  |
| 9   | Matlock's Bad, Bad, Bad Dream | 2 december 1993   |
| 10  | The Defendant                 | 16 december 1993  |
| 11  | The Kidnapping: Part 1        | 13 januari 1994   |
| 12  | The Kidnapping: Part 2        | 20 januari 1994   |
| 13  | The Temptation                | 27 januari 1994   |
| 14  | The Crook                     | 3 februari 1994   |
| 15  | The Murder Game               | 10 februari 1994  |
| 16  | Brennen                       | 17 februari 1994  |
| 17  | The P.I.                      | 3 maart 1994      |
| 18  | The Godfather                 | 28 april 1994     |
| 19  | The Idol                      | 19 mei 1994       |

## Seizoen 9
| Nr. | Titel aflevering | Uitzenddatum VS  |
| --- | ---------------- | ---------------- |
| 1   | The Accused      | 13 oktober 1994  |
| 2   | The Scandal      | 20 oktober 1994  |
| 3   | The Dare         | 27 oktober 1994  |
| 4   | The Tabloid      | 3 november 1994  |
| 5   | The Coach        | 10 november 1994 |
| 6   | The Dating Game  | 17 november 1994 |
| 7   | The Confession   | 1 december 1994  |
| 8   | Dead Air         | 8 december 1994  |
| 9   | The Getaway      | 5 januari 1995   |
| 10  | The Verdict      | 12 januari 1995  |
| 11  | Deadly Dose      | 2 februari 1995  |
| 12  | The Target       | 9 februari 1995  |
| 13  | The Assault      | 16 februari 1995 |
| 14  | The Heist        | 27 april 1995    |
| 15  | The Scam         | 7 mei 1995       |